# Apocalypse polaire
Pour plus de détails, voir Fiche technique et Distribution.
Apocalypse polaire (titre original : Arctic Apocalypse) est un film catastrophe américain de 2019, réalisé par Eric Paul Erickson et Jon Kondelik, avec comme acteurs principaux Joel Berti, Jennifer Lee Wiggins et Lauren Esposito.

## Synopsis
En quelques semaines, l’hémisphère nord est plongé dans une nouvelle ère glaciaire. Les glaciers détruisent des villes comme New York ou Paris, des bâtiments comme la Tour Eiffel s’effondrent et même les pyramides de Gizeh s’enfoncent dans la neige.
Mark et sa femme, la scientifique Helen, vivent aux États-Unis. Eux aussi doivent fuir le froid. Leur fille Brie, passionnée de météorologie, et son petit ami Tyler sont occupés à étudier le phénomène météorologique. En raison de la météo, Tyler perd le contrôle de sa voiture et ils s’arrêtent juste avant un gouffre. Avant que la voiture ne s’écrase dans l’abîme, ils peuvent la quitter. Poursuivis par une meute de loups, ils trouvent refuge dans un complexe scolaire.
Là, ils rencontrent un groupe d’étudiants réunis autour d’Aliyah et de Roger. Brie parvient à contacter ses parents et à leur dire le nom de l’école. Ils barricadent l’école contre les intempéries et l’approche des loups, et partent à la recherche de fournitures. Roger trouve une arme à feu et des bouteilles de gaz propane dans le bureau du concierge. Une avalanche ensevelit l’entrée de l’école. Le séisme renverse également un casier, blessant Aliyah. 
Mark et Helen partent à la recherche de leur fille. Ils disent au revoir à leur collègue Larry, qui veut se rendre seul à un poste militaire. Les loups commencent maintenant à pénétrer dans l’école. Mark et Helen arrivent à l’école en même temps, et constatent que l’entrée est obstruée par de la glace. Avec difficulté, Helen se faufile dans le bâtiment de l’école. Elle rencontre l’un des loups, mais parvient à s’échapper et à enfermer le loup dans une salle de classe. Elle retrouve enfin le groupe réuni autour de Brie et Tyler, qui sont maintenant fiancés. Roger place maintenant le gaz propane devant l’entrée principale et tire sur les bouteilles avec son pistolet. L’explosion qui en résulte détruit la glace bouchant l’entrée principale. Les étudiants prennent une voiture pour se rendre au poste militaire. Mark et sa famille avec Tyler se rendent plutôt à une station de recherche, car ils ont remarqué que le temps est toujours normal sur un plateau à proximité. Ils veulent découvrir les raisons et évaluer le résultat, puis le diffuser au monde entier. Pendant ce temps, Larry trouve un avion et trouve enfin le chemin sûr vers la station militaire.
Mark, Helen, Brie et Tyler découvrent que leur voiture n’est plus en état de rouler en raison des conditions météorologiques. Puis ils sont confrontés à un groupe de criminels. Ces derniers prennent le pistolet de Mark et veulent aussi avoir son sac, qui contient des instruments de recherche importants. En conséquence, il y a une dispute qui est interrompue par un autre tremblement de terre. La foudre causée par une tempête froide tue tous les criminels. Seul leur chef est épargné et attaque Tyler. Les deux tombent dans un ravin créé par le tremblement de terre. Le chef des criminels survit à la chute et se bat avec Mark. Helen est capable de l’assommer d’un coup à l’arrière de la tête. Ils trouvent une nouvelle voiture et arrivent sur le plateau où le temps est normal, comme prévu.

## Distribution
- Joel Berti : Mark
- Jennifer Lee Wiggins : Helen
- Lauren Esposito : Brie
- Charles N. Townsend III : Tyler Crawford[1]
- Anna Sofie Christensen : Aliyah
- Blake Dang : Roger
- John Liiving : Walter
- Eric Paul Erickson : Larry
- Delondra Mesa : mère
- Jude Williams : enfant
- Jose Montesinos : homme au couteau
- Joe Roach : Enseignant
- Ryan Patrick Shanahan : pillard masqué[2]

## Production
En raison d’une intrigue similaire, le film peut être vu comme un mockbuster de Le Jour d'après. Le film a été tourné à Mammoth Mountain, dans l’est de la Californie. Le film a eu sa première diffusion télévisée le 4 août 2019 au Royaume-Uni, suivie de sa sortie en Allemagne le 8 novembre 2019
John Liiving peut être vu dans le rôle de Walter, dans sa seule production cinématographique à ce jour.

## Accueil

### Réception critique
Filmdienst décrit « Une variante des scénarios désastreux de blockbusters comme The Day after Tomorrow, mis en scène avec peu d’argent, qui déroule son intrigue banale avec un sérieux mortel. L’occasion de compenser les effets spéciaux misérables en développant les personnages reste inutilisée. »
Cinema résume le film comme « L'Âge de glace, sans gags, astuces ou animaux mignons. »
Cinema conclut que le réchauffement climatique « doit être arrêté rapidement » afin d’arrêter d’inspirer des films comme celui-ci. »
Sur SensCritique, Franciscus démonte un film qui viole « absolument toutes les règles élémentaires de cadre, de jeu d'acteur et de scénario », avec une histoire qui rappelle fortement un autre film catastrophe et des effets spéciaux dignes des années 1990, bref un film à ne recommander qu’aux amateurs des films bancals et fauchés signés The Asylum.